# Сантлада
Сантлада (хварш. ЗолӀугьо) — село в Цумадинском районе Дагестана Российской Федерации. Входит в состав Инхокваринского сельсовета.

## География
Село находится на правом берегу реки Хварши, рядом с устьем реки Хема, на расстоянии 17 км к югу от села Агвали, административного центра района.

## Население
| 1869 | 1888 | 1895 | 1926 | 1939 | 1970 | 1989 |
| ---- | ---- | ---- | ---- | ---- | ---- | ---- |
| 135  | ↗179 | ↗209 | ↘148 | ↗155 | ↘95  | ↘91  |
| 2002 | 2010 | 2021 |      |      |      |      |
| ↗136 | ↘108 | ↗215 |      |      |      |      |

### Национальный состав
По данным Всероссийской переписи населения 2010 года — моноэтничное дидойское село.